# Serraria (Porto Alegre)
Serraria é um bairro localizado na zona sul da cidade brasileira de Porto Alegre, capital do estado  do Rio Grande do Sul. Foi criado pela Lei 6893 de 12 de setembro de 1991.

## Região do Planejamento
A Serraria está inserida na Região Geral de Planejamento 6 (RGP6), chamada também de Centro-Sul e Sul, uma das oito Regiões de Gestão do Planejamento de Porto Alegre. Cada região reúne um grupo de bairros com afinidades entre si. A RGP6 inclui outros dezesseis bairros, incluindo a Serraria.

## História
Bairro relativamente novo da cidade, a Serraria está localizada em uma região afastada do Centro Histórico de Porto Alegre. Possui uma baixa densidade demográfica e dispõe, relativamente, de poucas residências e de um pequeno comércio local. A principal via do bairro é a Estrada da Serraria, que interliga a Estrada Juca Batista e a Estrada Retiro da Ponta Grossa. Depois dela, é a Avenida Orleans, a qual é uma continuidade da Avenida Guaíba. 

### ETE Serraria
Em 2010, iniciou-se numa área de 11 hectares do bairro a construção da maior estação de tratamento de esgoto sanitário de Porto Alegre, a ETE Serraria, a principal obra do Projeto Integrado Sociambiental (Pisa), cujo custo total superou 670 milhões de reais.
A inauguração ocorreu em 12 de março de 2014 e teve a presença da presidente da República Dilma Rousseff e outros políticos.
Atualmente (ano de 2015), a ETE Serraria está tratando cerca de 50% do esgoto cloacal da cidade, de modo que está operando abaixo da expectativa (80%). Estima-se que sua capacidade máxima (4,1 mil litros de esgoto por segundo) só será atingida em 2028.

## Loteamentos e ocupações

### Parque Dr. Di Primio Beck

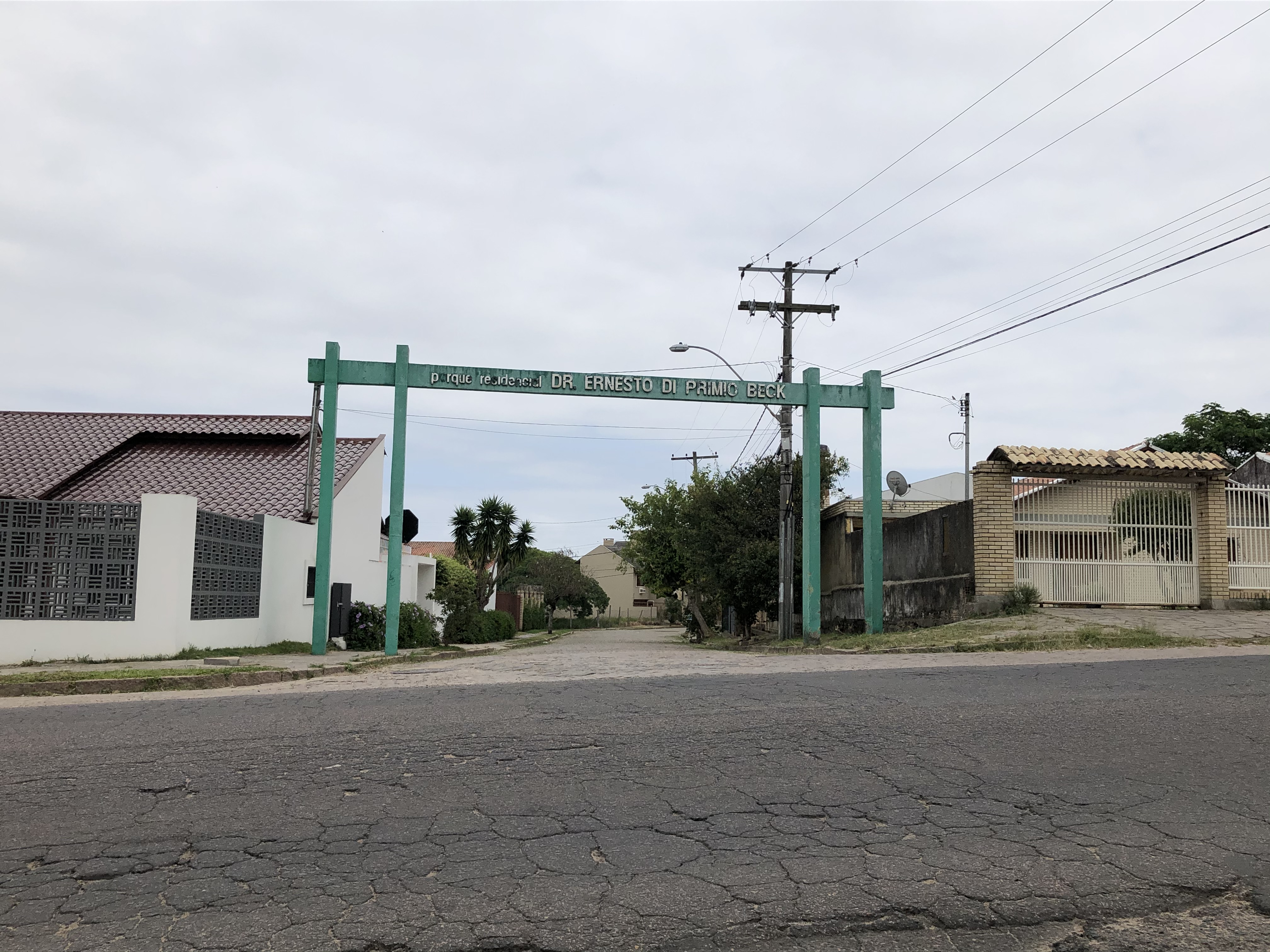
Pórtico do Residencial Di Primio Beck.

Na Serraria está localizado o loteamento "Parque Residencial Dr. Ernesto Di Primio Beck", nomeado a partir do empresário ligado a João Goulart e ao PTB, e um dos fundadores do jornal "A Hora", adquirido em 1957 por Assis Chateaubriand. O loteamento de casas de classe média possui pórticos de acesso em suas vias, tais como a Rua Armando Albuquerque e a Rua Fábio Coelho de Magalhães. 

### Condomínios fechados
O bairro Serraria abriga alguns condomínios fechados horizontais em seu território, tais como o Cond. Residencial Guarujá (Avenida Orleans, n° 105), o Cond. Ilha do Sol (Rua Ponciano Pacheco da Silveira, n.° 172) e Cond. Condado de Sevilla (Avenida Serraria, n.° 2222). 

### Vila dos Sargentos

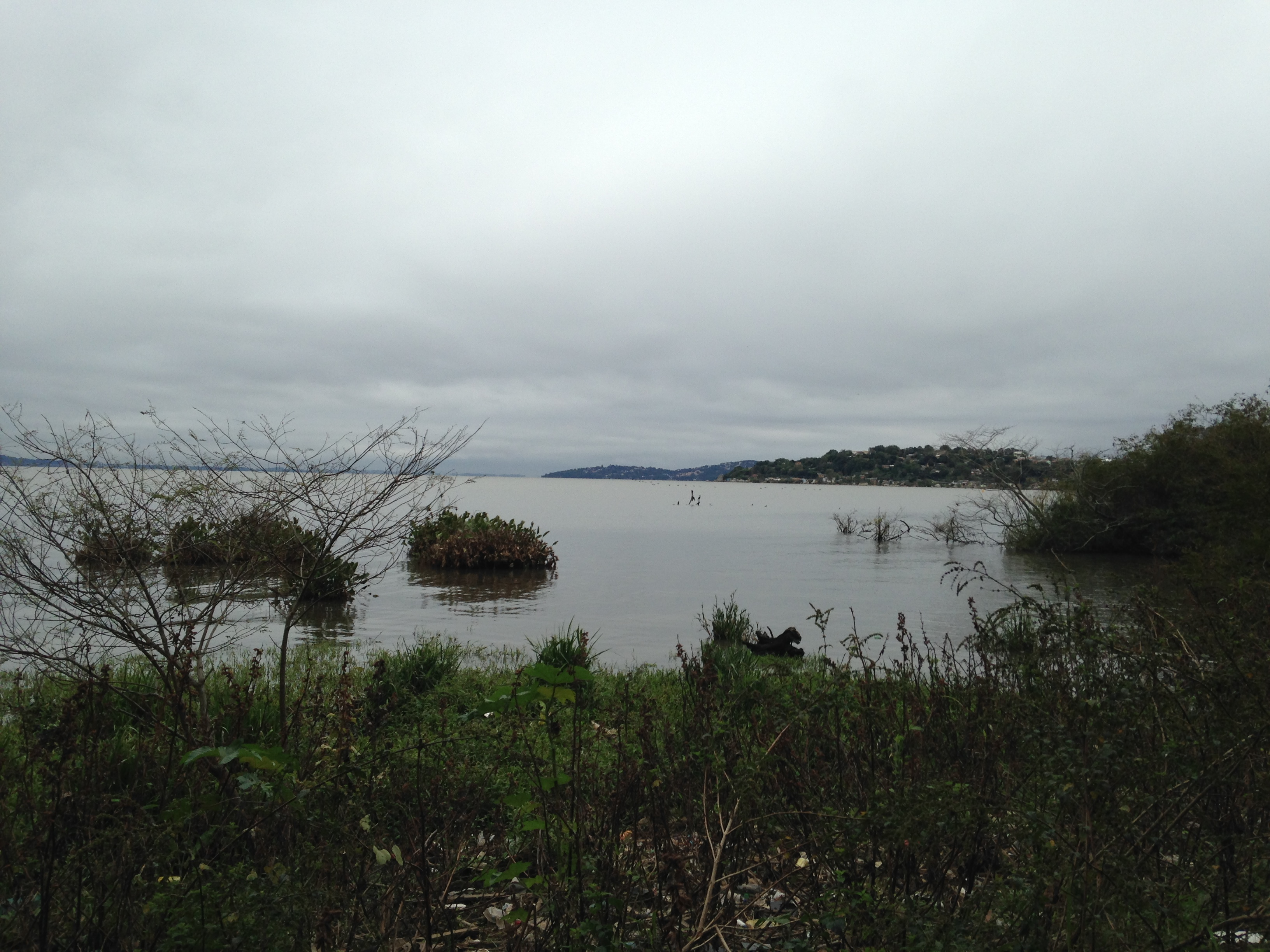
Vila dos Sargentos vista da foz do Arroio do Salso.

Na porção oeste da Serraria, às margens do lago Guaíba, encontra-se a "Vila dos Sargentos", com aproximadamente trezentos domicílios, considerada uma das comunidades mais pobres e violentas da cidade. Está situada numa pequena península, em uma zona de risco em virtude das eventuais cheias do Guaíba.
Como em muitas ocupações desordenadas, a população sofre com o tráfico de drogas, e integrantes de uma quadrilha foram presos em maio de 2011.
Em dezembro de 2001, um incêndio destruiu dez moradias da vila, e o trabalho dos bombeiros foi prejudicado devido às ruelas de difícil acesso da vila e pelo fato de as habitações serem conjuntas.
Em novembro de 2014, uma mulher de 25 anos foi executada a tiros no mirante da "Rua B"; as suspeitas do assassinato recaem sobre a facção "Bala na Cara" segundo delegado da 4.° DHPP (Departamento Estadual de Homicídios e de Proteção à Pessoa).
Em julho de 2020, uma grande operação da Brigada Militar prendeu dezessete membros de uma facção criminosa na Vila dos Sargentos.

## Orla do Guaíba
A Serraria é um dos vinte bairros da cidade que têm divisa junto às margens do Guaíba.

### Pontos de referência
Áreas verdes
- Praça Juvenal Jacinto de Souza

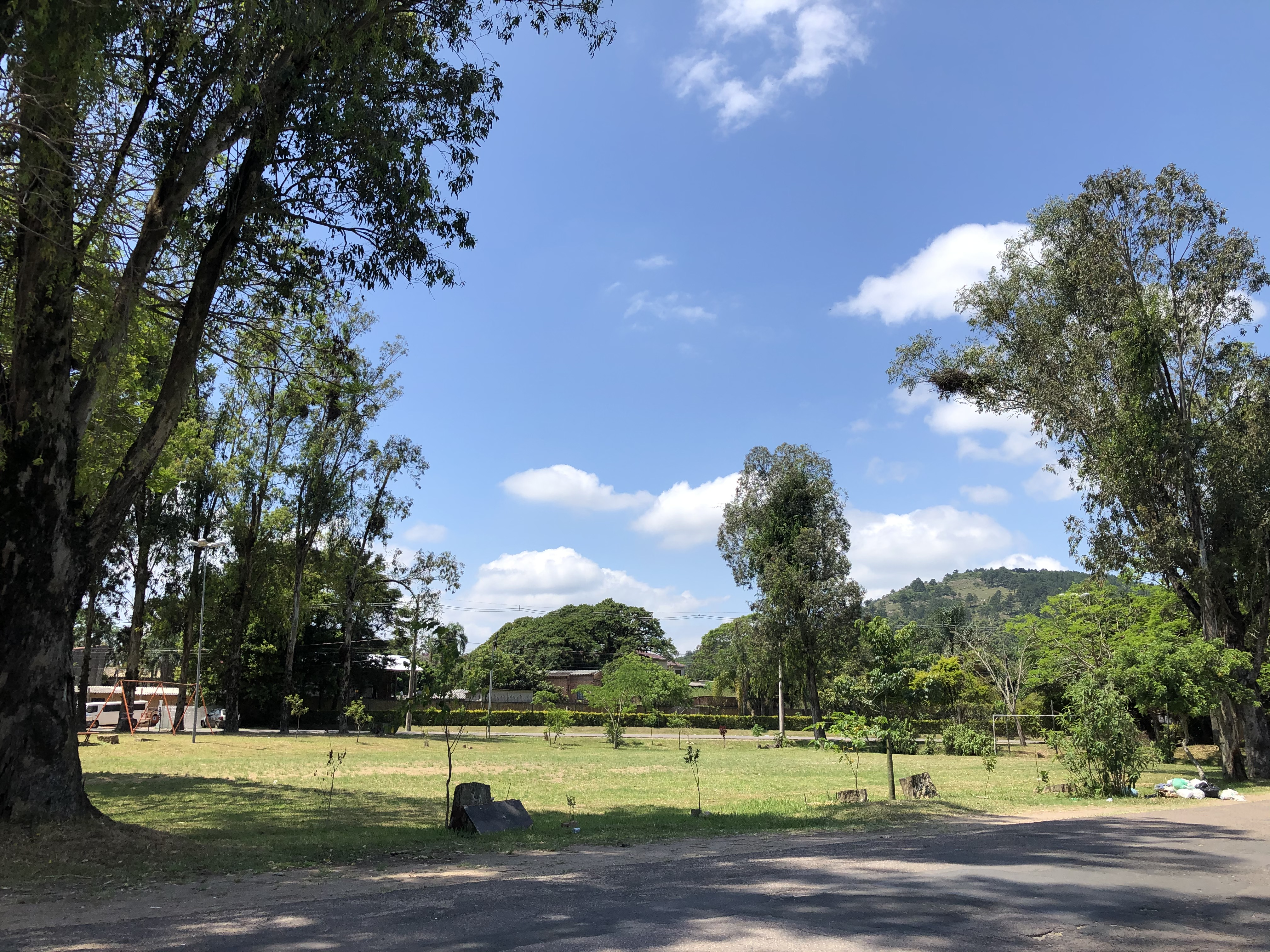
Largo Cap. Manoel de Campos Salvaterra

- Largo Capitão Manoel de Campos Salvaterra

Áreas militares
- 3.º Batalhão de Comunicação do Exército Brasileiro;
- 8.º Esquadrão de Cavalaria Mecanizada;

Educação
- Escola Estadual de Ensino Fundamental Custódio de Mello;[9]

Outros
- Estação de Tratamento de Esgoto Serraria;

## Limites atuais
Da foz do Arroio do Salso, segue pela orla do lago Guaíba, sentido norte, até encontrar o prolongamento em linha reta da Avenida Araranguá; e, daí, por esta via, até a Rua Jacundá; deste ponto, por uma linha imaginária, coincidindo com o prolongamento da Avenida Araranguá, previsto pelo plano diretor, até a Estrada da Serraria; por esta estrada segue até a Rua do Agenor e a rua projetada, diretriz 6315 do plano diretor; deste ponto, por uma linha reta, seca e imaginária, até encontrar a Rua Dorival Castilhos Machado com o Arroio do Salso, indo por este arroio até sua foz no Guaíba.